# いたずら教室
いたずら教室（原題：Blackboard Jumble）は、アメリカ合衆国の映画会社、メトロ・ゴールドウィン・メイヤー（メトロ・ゴールドウィン・メイヤー)社に所属していたアニメーターのマイケル・ラーによる作品のひとつ。

## スタッフ
監督マイケル・ラー
制作総括ウィリアム・ハンナ、ジョセフ・バーベラ
アニメーション制作ハーマン・コーエン、ビル・シーペック、ケン・サウスワース、アーヴ・スペンス
レイアウトエド・ビーンディクト
背景フェルナンド・モンテアレグレ
音楽スコット・ブラッドリー

## 内容
片田舎を歩くオオカミ。学校の近くに差し掛かると犬の教師ブッチが発狂し七転八倒しながら飛び出してきた。オオカミはこれを呼び止め何事かと尋ねるが、ブッチは発狂を止めることすらままならない。「現代教育だよ…生まれ変わっても先生になどならん…」と教師の道具をオオカミに押し付けると、その場から逃げ去ってしまう。
オオカミは「(前任の)先生に根気がないだけさ」と教師を引き受け、自信満々に学校の門を開けるが、そこに待っていたのはドルーピーら悪ガキ3人組だった。いわゆる「学級崩壊」に陥った前任者の失敗を繰り返すまいと最初の授業をお絵かき（美術）にするなど懐柔策を試みるが、ドルーピーたちはさまざまないたずらで授業を妨害し、全く効果がない。当初こそ冷静だったオオカミも追いつめられ懐柔策を放棄。暴力的な手段で対抗するが、ドルーピーたちの方が数段上手で、やることなすことがすべてうまくいかない。両者の対決はついには大砲までも飛び出すハチャメチャな展開となる。結局、心身ともにボロボロとなったオオカミも発狂して学校から逃げ去り、ブッチと同じ轍を踏むこととなった。
原題名(そして邦題)は1955年に放映されたMGM映画「Blackboard Jungle(暴力教室)」を捩ったものであるとみられる。「勝利はいただき」やクマのバーニー作品である「良い子のしつけ方」の内容とも似ている（監督のラーがアニメーション制作のスタッフとして両作品にも参画していた）。また、オオカミとスパイク又はブッチ（ドルーピーシリーズの）が共演する唯一の作品である。

## 登場するキャラクター
- オオカミ
彼の代名詞とも言える「Kingdom Coming（英語版）」を口笛で吹きながら登場。今回は教師役で事実上の主人公。博学で「ゆとり教育」にも通じる教育理論を持ってドルーピーたちに接するが、何をやってもうまくいかない。この作品では特に悪役というわけではないが、お約束どおりのやられ役になってしまう。
- ドルーピーら(3匹のバセットハウンド)
善人役が多いキャラなのだが、この作品では珍しく悪役である。無表情な場合が多いキャラなのだが、この作品で時折り見せる目つきは悪く、教育では矯正困難な根っからの悪ガキである。
- 犬の先生（ブッチ）
オオカミの前任者。ドルーピーたちに象徴される「現代教育」の犠牲者となり、発狂して学校から逃げ出してしまう。

## 日本でのTV放映
TBS版の『トムとジェリー』の短編に挟まれて放映されていた。

## キャスト
| キャラクター       | 原語版           | 旧地上波版 |
| ------------------ | ---------------- | ---------- |
| オオカミ           | ドウズ・バトラー | 小林清志   |
| ブッチ(前任の教師) | ドウズ・バトラー | ?          |

- オオカミの口笛は原語版のまま利用されている。

## 関連事項
- マイケル・ラー
- ドルーピー
- トムとジェリー
- 学級崩壊
- ゆとり教育
- メトロ・ゴールドウィン・メイヤー